# Акалат білогорлий
Акала́т білогорлий (Sheppardia gabela) — вид горобцеподібних птахів родини мухоловкових (Muscicapidae). Ендемік Анголи.

## Опис
Довжина птаха становить 13 см. Верхня частина тіла тьмяно-коричнева, нижня частина тіла біла, на грудях контрастна коричнева смуга.

## Поширення і екологія
Білогорлі акалати живуть у підліску вологих тропічних лісів ангольської лісосавани поблизу міста Габела. Зустрічаються на висоті від 810 до 1280 м над рівнем моря.

## Збереження
МСОП класифікує цей вид як такий, що перебуває під загрозою зникнення. За оцінками дослідників, популяція білогорлих акалатів становить від 15 до 30 тисяч птахів. Їм загрожує знищення природного середовища.